# Гонсалес, Федерико
Федерико Рафаэль Гонсалес (исп. Federico Rafael González; родился 6 января 1987 года в Колоне) — аргентинский футболист, нападающий перуанского клуба «Маннуччи».

## Биография
Гонсалес — воспитанник клуба «Индепендьенте». В 2006 году он дебютировал в аргентинской Примере. В 2007 году для получения игровой практики Федерико на правах двухгодичной аренды присоединился к «Феррокарриль Оэсте». В 2009 году он вернулся в «Индепендьете» и сыграл несколько матчей, но стать полноценным игроком основы так и не смог. Летом 2010 года Гонсалес подписал контракт с «Атлетико Рафаэла». 8 августа в матче против «Дефенса и Хустисия» он дебютировал за новую команду. 5 сентября в поединке против «Сан-Мартин Тукуман» Федерико забил свой первый гол за «Атлетико Рафаэла». Забив 13 мячей в своём дебютном сезоне он помог клубу выйти в элиту. За «Атлетико Рафаэла» Гонсалес отыграл пять сезонов, проведя более 150 матчей.
Летом 2015 года Федерико подписал контракт с «Тигре». 14 июля в матче против «Велес Сарсфилд» он дебютировал за новую команду. В этом же поединке Гонсалес забил свой первый гол за «Тигре».
В начале 2017 года Федерико перешёл в мексиканский клуб «Пуэбла». 23 января в матче против «Керетаро» он дебютировал в мексиканской Примере, заменив во втором тайме Алексиса Канело. 9 апреля в поединке против «Гвадалахары» Гонсалес забил свой первый гол за «Пуэблу».

## Достижения
- Обладатель Кубка аргентинской Суперлиги: 2019
- Победитель Примеры B Насьональ: 2011